# 7月9日 (旧暦)
旧暦7月9日（きゅうれきしちがつここのか）は、旧暦7月の9日目である。六曜は先負である。

## できごと
- 康保4年（ユリウス暦967年8月17日） - 延喜式施行
- 承久3年（ユリウス暦1221年7月29日）- 仲恭天皇が譲位し、後堀河天皇が即位
- 元禄3年（グレゴリオ暦1690年8月13日） - 上野の忍岡聖堂を湯島に移転（湯島聖堂）
- 安政元年（グレゴリオ暦1854年8月2日） - 江戸幕府が日章旗を日本国惣船印とすることを決定
- 明治4年（グレゴリリオ暦1871年8月24日） - 刑部省・弾正台を廃止し司法省を設置

## 誕生日
- 承暦3年（ユリウス暦1079年8月8日） - 堀河天皇、73代天皇（+ 1107年）
- 正和2年（ユリウス暦1313年8月1日） - 光厳天皇、北朝初代天皇（+ 1364年）
- 天文16年（ユリウス暦1547年7月25日） - 芳春院、前田利家の正室（+ 1617年）

## 忌日
- 享禄3年（ユリウス暦1530年8月2日） - 狩野正信、日本画家（* 1434年）
- 慶長2年（グレゴリオ暦1597年8月21日） - 穂井田元清、毛利元就の四男（* 1551年）
- 慶長17年（グレゴリオ暦1612年8月5日） - 濃姫、織田信長の正室（* 1535年）

## 記念日・年中行事
- なめくじ祭り - 岐阜県中津川市加子母小郷の加子母大杉地蔵尊で文覚上人の墓碑に這い上がるナメクジを参拝するという奇祭。この日に参拝すると九万九千日参拝したのと同じご利益があるとされる。